# ميسيل بيريز أوتيرو
ميسيل بيريز أوتيرو (بالإنجليزية: Angel Pérez Otero)‏ هو سياسي أمريكي، ولد في 18 سبتمبر 1970 في بورتوريكو. حزبياً، نشط في الحزب التقدمي الجديد.